# 김진환 (축구 선수)
김진환(한국 한자: 金眞煥, 1989년 3월 1일 ~ )은 대한민국의 전 축구 선수였다. 현역 시절 포지션은 수비수이다. 현 K리그2 서울 이랜드 FC U-12 감독으로 재직중이다.

## 클럽 경력
2011 K리그 드래프트에 지원하였고 강원 FC의 지명을 받아 프로 무대에 입문했다. 첫 시즌 리그 15경기에 출전하였다.
2014년 인천 유나이티드로 이적하였으며, 3월 9일 상주와의 개막전에 선발 출전하였다. 하지만 이후 주전 경쟁에 어려움을 겪으며 시즌 중반엔 2군으로 강등되기도 하였고, 시즌 말미인 11월 29일 8개월 만에 전남과의 경기에 출전하였다. 2015 시즌에는 김도훈 신임 감독에게 중용받으며 리그 20경기에 나섰고, 3골을 기록하며 골 넣는 수비수로서의 면모를 보여주기도 하였다.
2016년 1월, 광주 FC로 이적하였다. 그러나 출전 기회를 많이 잡지 못하고 같은 해 7월 FC 안양으로 임대이적하였다.
2020 시즌을 앞두고 K리그2의 서울 이랜드 FC에 입단했다.
2022 시즌을 끝으로 선수 생활을 마감한 김진환은 서울 이랜드 FC U-12 감독으로 부임하여 지도자의 길을 걷게 되었다.

## 수상

### 팀

#### 광주 FC
- K리그2 우승: 2019